# آمریکا (مجله)

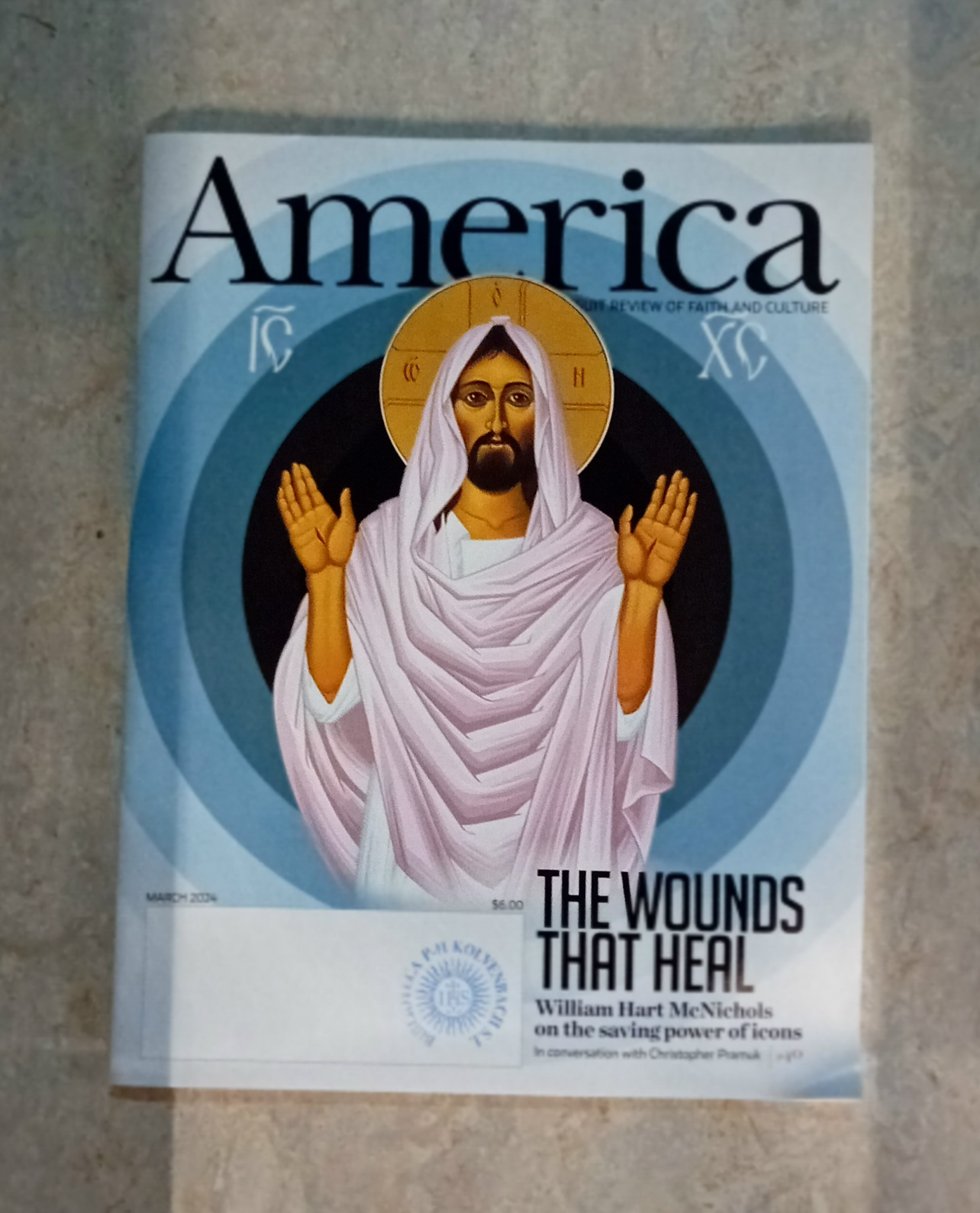
تصویری از صفحه اول مجله آمریکا

آمریکا (به انگلیسی: America)یک مجله ماهانه مسیحی است که توسط یسوعی‌های ایالات متحده آمریکا منتشر می‌شود و دفتر مرکزی آن در مرکز شهرمنهتن است. امریکا شامل اخبار و نظرات در مورد کلیسای کاتولیک و چگونگی ارتباط آن با سیاست و زندگی فرهنگی آمریکا است. از سال ۱۹۰۹ به‌طور مداوم منتشر شده‌است و به صورت آنلاین نیز در دسترس است.